# Daca
Daca ou Dhaka (em bengali: ঢাকা, translit.: Dhaka, pronunciado: [ˈɖʱaka]; em inglês:  Dhaka, pronunciado: [dɑːkə, dækə], anteriormente em inglês: Dacca) é a capital e a maior cidade do Bangladesh e da divisão de Daca. A cidade possui população de aproximadamente dez milhões de habitantes e a região metropolitana tem aproximadamente 23 milhões de pessoas, estimativas para 2022.
Situada na margem norte do rio Buriganga, é conhecida como a "Cidade das Mesquitas". Seus principais monumentos são o antigo palácio de Ahsan Manzil, o inacabado Forte de Lalbagh, construído em 1678, a mesquita de Hoseni Dalan, e o museu nacional.
Antigo centro de comércio, a história de Daca remonta ao século XI, mas a cidade começa a ganhar importância ao se tornar a capital da província de Bengala, durante o domínio mogol.
Cedida aos britânicos em 1765, tornou-se capital do Paquistão Oriental, em 1947, e da actual república  do Bangladesh, em 1971.
Fica em seu território a cidade de Bashundhara City que é o maior centro comercial da Ásia do Sul.

## História

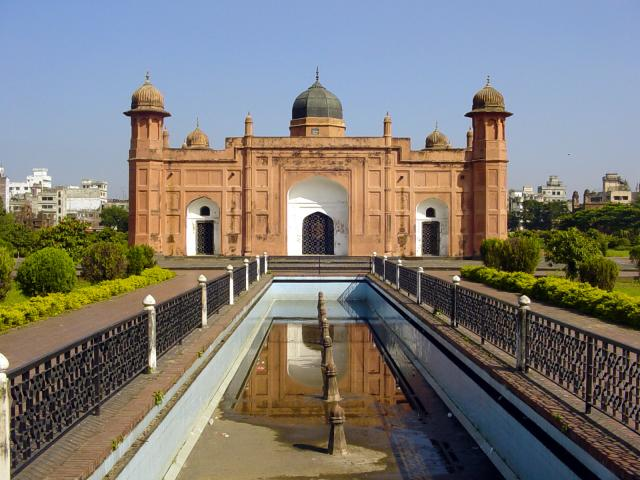
Lalbagh Fort, construído em meados do século XVII por Shaista Khan

A existência de povoados urbanizados na área que hoje corresponde a Daca data do século VII. A área da cidade era controlada pelo reino budista de Kamarupa e pelo Império Pala antes de ter passado ao controlo da dinastia Sena, hindu, no século IX. O nome da cidade poderá ter origem na fundação do templo da deusa Dhakeshwari por Ballal Sena no século XII.
Daca e a área circundante foram identificadas como "Bengala" por volta dessa época. A cidade propriamente dita consistia em alguns centros mercantis como os bazares Lakshmi, Shankhari e Tanti, e as zonas de Patuatuli, Kumartuli, Bania Nagar e Goal Nagar. Depois da dinastia Sena, Daca foi sucessivamente regida pelos governadores túrquicos e pastós descendentes do Sultanato de Deli antes da chegada dos mogóis em 1608.
O desenvolvimento populacional deu-se de forma significativa quando a cidade foi feita capital de Bengala sob o Império Mogol em 1608. Mughal subahdar Islam Khan foi o primeiro administrador da cidade. Khan nomeou a cidade "Jahangir Nagar" (Cidade de Jahangir) em honra do imperador Mughal Jahangir, embora este nome foi caiu logo após a morte de Jahangir. A expansão principal da cidade ocorreu sob Mughal geral Shaista Khan. A cidade, então, media 19 por 13 quilómetros, com uma população de quase um milhão de pessoas. A cidade passou para o controle da Companhia Britânica das Índias Orientais em 1765 após a Batalha de Plassey. A população da cidade diminuiu drasticamente durante este período como a proeminência da Calcutá rosa, mas o desenvolvimento material e modernização eventualmente seguido. Um moderno sistema de abastecimento de água cívica foi introduzido em 1874 e de fornecimento de electricidade, lançada em 1878. A Daca Cantonment foi estabelecido perto da cidade, servindo como base para o Reino Unido e soldados bengali.

## Geografia

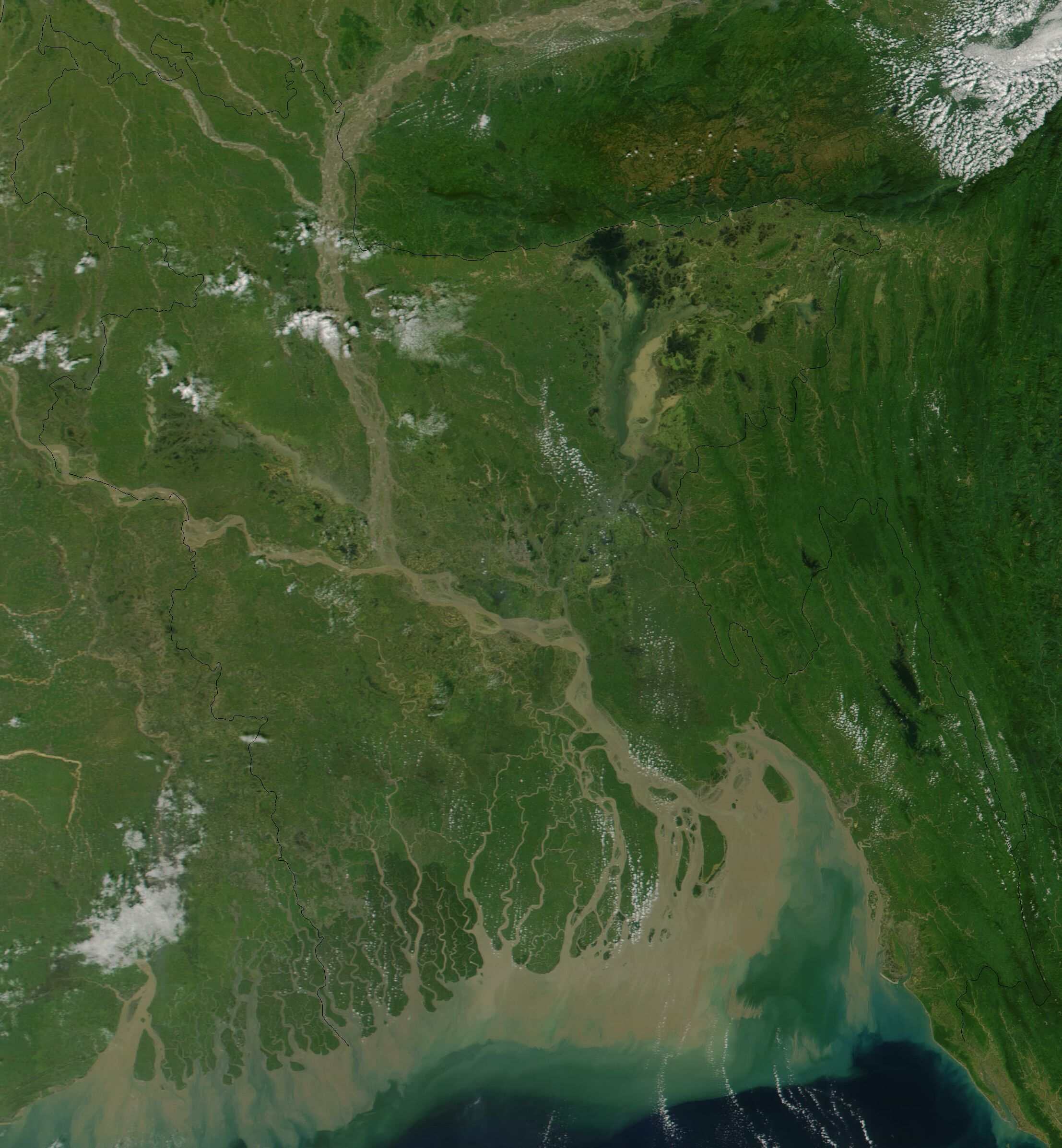
Imagem de Bangladesh captada por um satélite da NASA

Daca está situada no centro de Bangladesh, nas coordenadas 23° 42′ 00″ N, 90° 22′ 30″ L, às margens do rio Buriganga e próxima ao Delta do Ganges. A cidade de Daca (DCC - Dhaka City Corporation) cobre uma área de  360 km² e a região metropolitana (DSMA - Dhaka Statistical Metropolitan Area) 1 325 km². Esta zona asiática é caracterizada por uma vegetação tropical e um solo úmido, que se encontra ao nível do mar. Isto faz com que Daca seja suscetível a inundações durante as épocas das monções, assim como a fortes chuvas e ciclones.

### Clima
Daca possui um clima quente, chuvoso e úmido. A cidade se encontra dentro da zona climática das monções. Daca possui uma temperatura média de 26 °C, que varia de 19 °C em janeiro a 29 °C em agosto. Aproximadamente 80% das chuvas, com média anual 1 979 mm, ocorrem entre maio e setembro. O meio ambiente de Daca se encontra seriamente ameaçado pela poluição causada pela rápida expansão da cidade, pelo tráfego de automóveis e pelas atividades industriais. A contaminação do ar e da água vem aumentando por causa dos engarrafamentos frequentes e dos dejetos industriais, este é um problema que afeta a saúde pública e a qualidade de vida na cidade. Os aquíferos e zonas úmidas dos arredores de Daca encontram-se em extinção devido a diversas causas. A poluição e a erosão dos habitats naturais ameaçam destruir a biodiversidade da região.
| Dados climatológicos para Daca    | Dados climatológicos para Daca | Dados climatológicos para Daca | Dados climatológicos para Daca | Dados climatológicos para Daca | Dados climatológicos para Daca | Dados climatológicos para Daca | Dados climatológicos para Daca | Dados climatológicos para Daca | Dados climatológicos para Daca | Dados climatológicos para Daca | Dados climatológicos para Daca | Dados climatológicos para Daca | Dados climatológicos para Daca |
| Mês                               | Jan                            | Fev                            | Mar                            | Abr                            | Mai                            | Jun                            | Jul                            | Ago                            | Set                            | Out                            | Nov                            | Dez                            | Ano                            |
| --------------------------------- | ------------------------------ | ------------------------------ | ------------------------------ | ------------------------------ | ------------------------------ | ------------------------------ | ------------------------------ | ------------------------------ | ------------------------------ | ------------------------------ | ------------------------------ | ------------------------------ | ------------------------------ |
| Temperatura máxima recorde (°C)   | 29                             | 34                             | 38                             | 39                             | 39                             | 39                             | 38                             | 37                             | 36                             | 34                             | 32                             | 30                             | 39                             |
| Temperatura máxima média (°C)     | 24                             | 27                             | 31                             | 32                             | 32                             | 31                             | 31                             | 31                             | 31                             | 31                             | 28                             | 25                             | 29                             |
| Temperatura mínima média (°C)     | 14                             | 17                             | 22                             | 25                             | 26                             | 27                             | 27                             | 27                             | 27                             | 25                             | 21                             | 16                             | 23                             |
| Temperatura mínima recorde (°C)   | 9                              | 9                              | 14                             | 19                             | 21                             | 22                             | 24                             | 23                             | 21                             | 19                             | 12                             | 10                             | 9                              |
| Precipitação (mm)                 | 7,6                            | 20,3                           | 58,4                           | 116,8                          | 266,7                          | 358,1                          | 398,8                          | 317,5                          | 256,5                          | 162,6                          | 30,5                           | 5,1                            | 1 978,7                        |
| Fonte: weatherbase.com 19/12/2009 |                                |                                |                                |                                |                                |                                |                                |                                |                                |                                |                                |                                |                                |

## Demografia

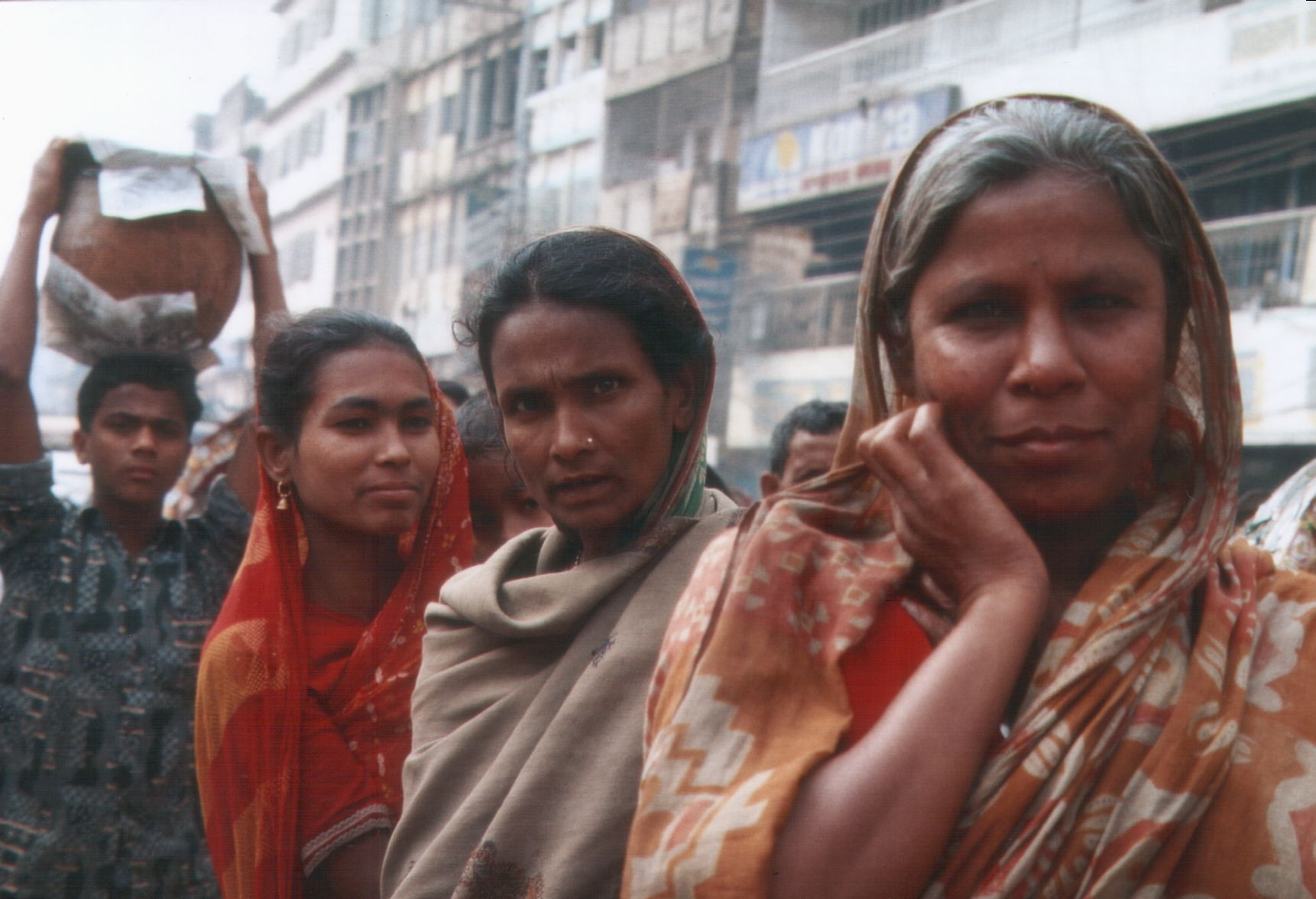
Mulheres em Daca

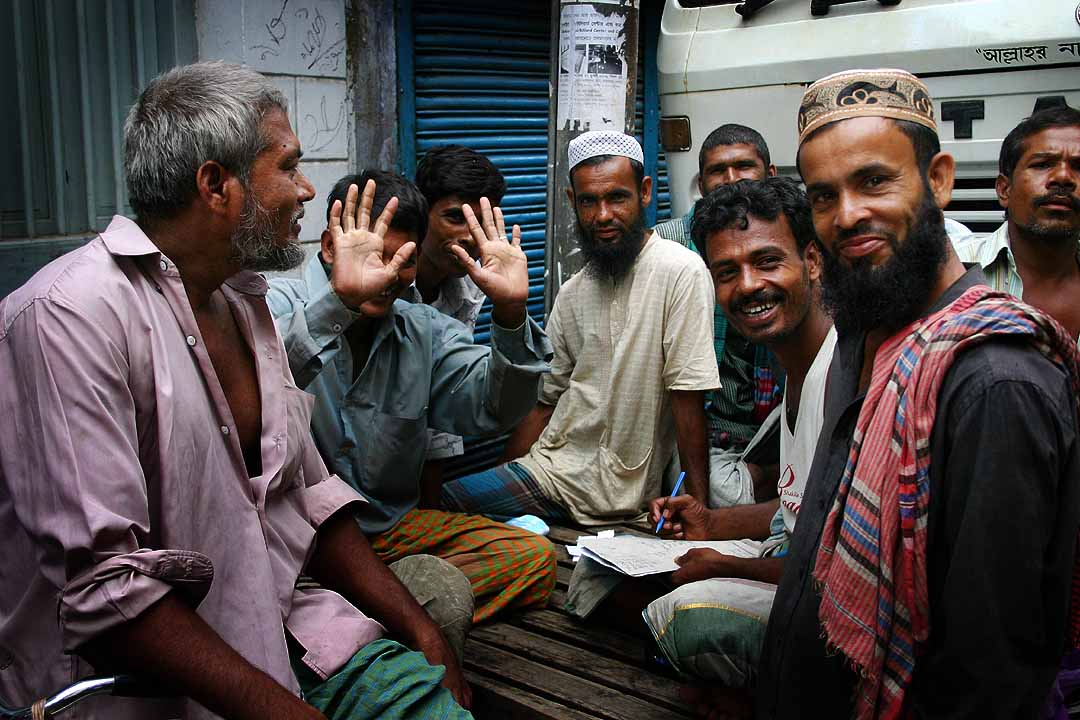
Homens em Daca

A população da cidade de Daca (DCC - Dhaka City Corporation) é de aproximadamente 7 milhões de habitantes, a Região metropolitana de Daca (DSMA - Dhaka Statistical Metropolitan Area), também chamada de Grande Daca, possui aproximadamente 10 milhões de habitantes, estimativas para 2022, em combinação com outras pequenas cidades e vilas próximas ao aglomerado. O crescimento populacional da cidade é um dos mais elevados entre as cidades asiáticas e com notável destaque no cenário mundial, crescendo em média 4,2% ao ano. O contínuo crescimento populacional reflete a contínua migração de pessoas oriundas das áreas rurais para a região de Daca e outras cidades da Grande Daca. Essa constante migração proveniente da área rural chegou a representar 60% de todo o crescimento populacional da cidade nos anos de 1960 a 1970. Mais recentemente, a população da cidade também cresceu com a expansão dos limites territoriais da cidade, um processo que adicionou mais de um milhão de pessoas para a cidade na década de 1980. De acordo com a Far Eastern Economic Review, a área metropolitana de Daca terá, até 2025, cerca de 25 milhões de habitantes.
A taxa de alfabetização da cidade está estimada em 62,3%. A população da cidade é composta por pessoas de praticamente todas as regiões de Bangladesh. Os habitantes de origem mais antiga na cidade são conhecidos como dhakaia e possuem dialeto e cultura distintos. Alguns povos tribais residem na cidade, como os Rohingya, Santal, Khasi, Garo, Chakma e povos Mandi, estimados entre 150 000 a 20 000. Daca também possui uma grande população estrangeira, com destaque para imigrantes chineses, coreanos e indianos, que imigram para o país para trabalhar em cargos executivos em diferentes indústrias.
Quase todos os residentes de Daca falam o idioma bengali, a língua nacional. Daca também possui muitos dialetos e línguas regionais como Chittagonian e Sylheti, que são faladas por alguns segmentos da população. O inglês é falado por um grande segmento da população, especialmente para fins comerciais.

### Religião
O Islamismo é a religião dominante da população de Daca, com a maioria deles pertencentes à seita sunita. Há também uma pequena comunidade xiita, em crescimento, além de uma comunidade Ahmadiya. Hinduísmo é a segunda maior religião. Há pequenas comunidades budistas e cristãs. Nos últimos anos, Daca registrou um grande número de intolerância religiosa.

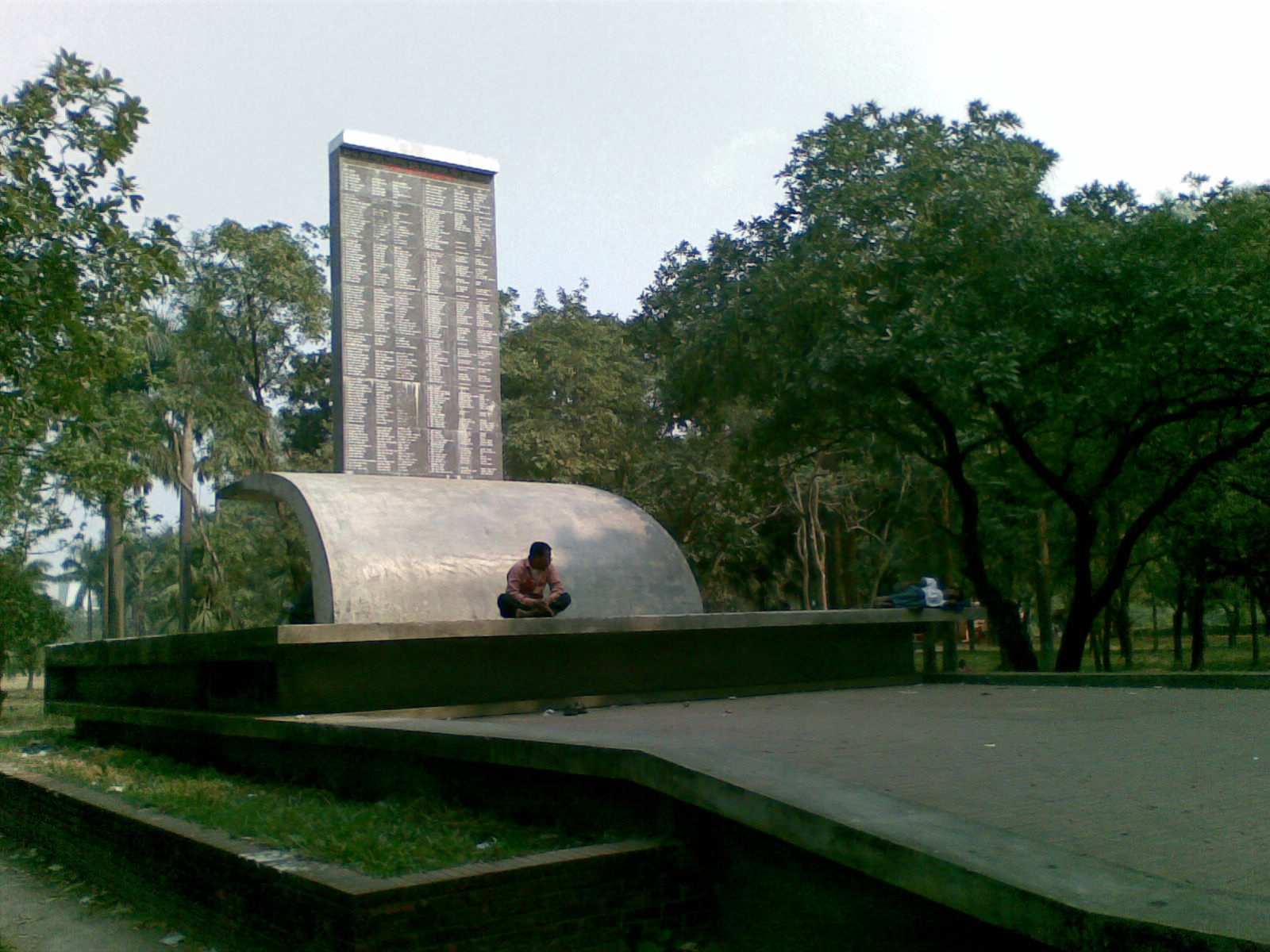
Shahid Sriti Stombho - Sohrawardy Uddan.

### Censo de 2001
O último censo realizado em 2001 apontou os seguintes números:
- Cidade de Daca: 5 333 571 habitantes, sendo 3 025 395 homens e 2 308 176 mulheres, distribuídos em 1 111 588 moradias;
- Região Metropolitana de Daca: 9 672 763 habitantes, sendo 5 382 233 homens e 4 290 530 mulheres, distribuídos em 2 071 946 moradias.

## Economia

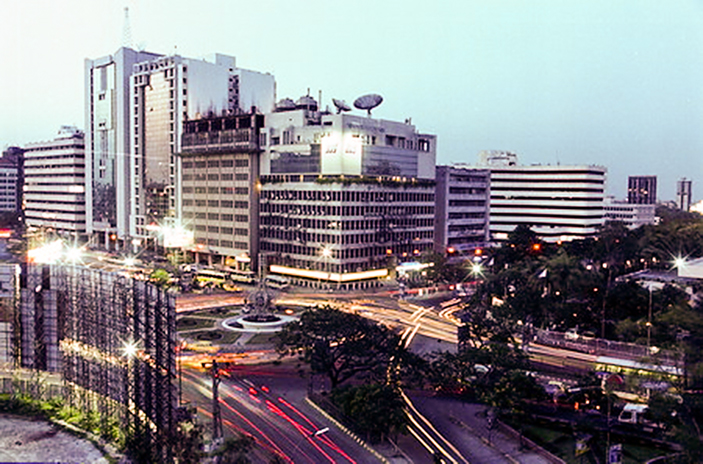
Kawran Bazar um dos mais importantes centro de negócios em Dhaka

Daca é o coração comercial de Bangladesh. A cidade tem uma população de classe média crescente, atraindo o mercado para o consumidor moderno e bens de luxo. A cidade tem atraído, historicamente, um grande número de trabalhadores migrantes.  vendedores ambulantes, pequenas lojas, o transporte riquixá, vendedores de beira de estrada, barracas e bancas, empregam um grande segmento da população. Apenas o riquixá emprega cerca de 400 000 pessoas. Metade dos trabalhadores estão empregados em residências e trabalhos informais, enquanto que cerca de 800 000 trabalham na indústria têxtil. Mesmo assim, a taxa de desemprego continua alta, em 23%. Em 2008, O PIB de Daca foi registrado em US$ 78 bilhões. Com uma taxa de crescimento anual de 6,2%, o PIB está projetado atingir US$ 215 bilhões em 2025. Mais de 40% da população vive abaixo da linha da pobreza, incluindo um grande segmento da população vinda das aldeias em busca de emprego, com muitos sobrevivendo com menos de US$ 10 por dia.

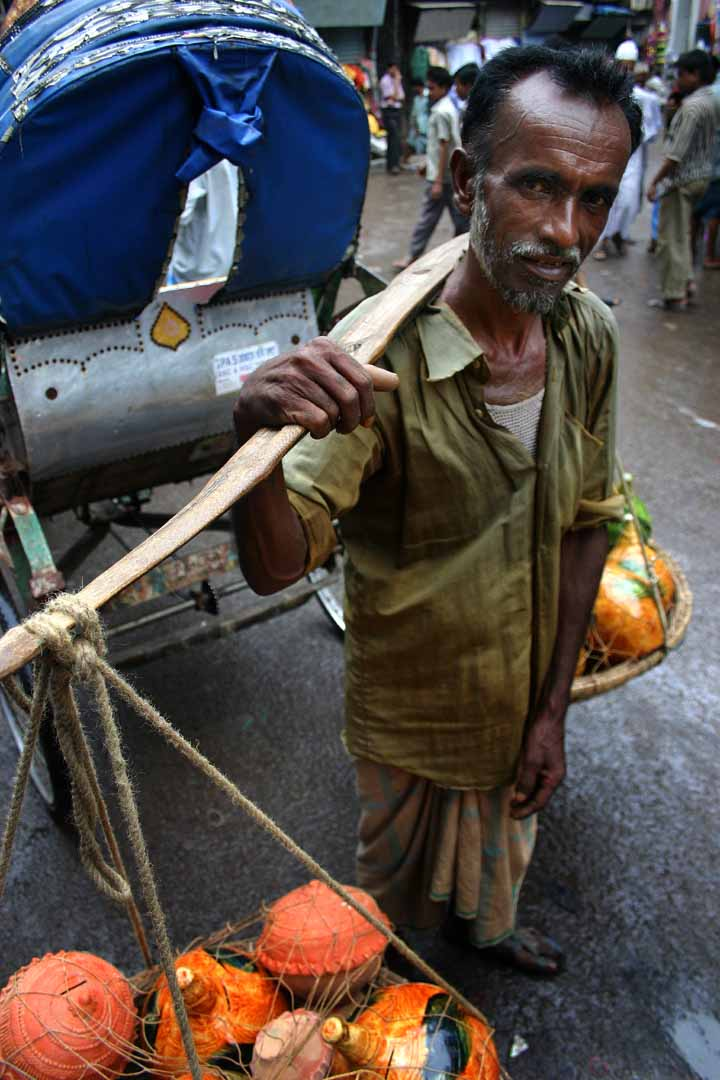
Vendedor ambulante em Daca

As principais áreas comerciais da cidade incluem Farmgate, New Market, Gulshan e Motijheel, enquanto Tejgaon e Hazaribagh são as principais áreas industriais. Bashundhara-Baridhara é uma área de desenvolvimento econômico que incluirá indústrias de alta tecnologia, corporações e um grande centro comercial em alguns anos. As Export Processing Zones - EPZ's (Zonas de Processamento de Exportação) em Daca foram criadas para incentivar a exportação de artigos de vestuário, têxteis e outros bens. Daca possui duas EPZ's. Elas abrigam 413 indústrias, que empregam principalmente mulheres. A Bolsa de Valores de Daca localiza-se na cidade, assim como a maioria das grandes multinacionais, incluindo, Citigroup, HSBC Bank Bangladesh, JPMorgan Chase, Standard Chartered Bank (Bangladesh), American Express, Chevron, Exxon Mobil, Total, British Petroleum, Unilever, Nestlé, DHL Express, FedEx e British American Tobacco. Os grandes conglomerados locais, como a Concord, Rangs Group, Beximco Group, Summit Group, Navana Group e Rahimafrooz também têm os seus escritórios localizados em Daca. O desenvolvimento urbano provocou um boom na construção civil; novos altos edifícios e arranha-céus mudaram a paisagem da cidade. O crescimento foi forte especialmente no setor financeiro e bancário, manufaturas, telecomunicações e serviços, enquanto o turismo, hotéis e restaurantes continuam sendo importantes elementos na economia de Daca.

## Esporte

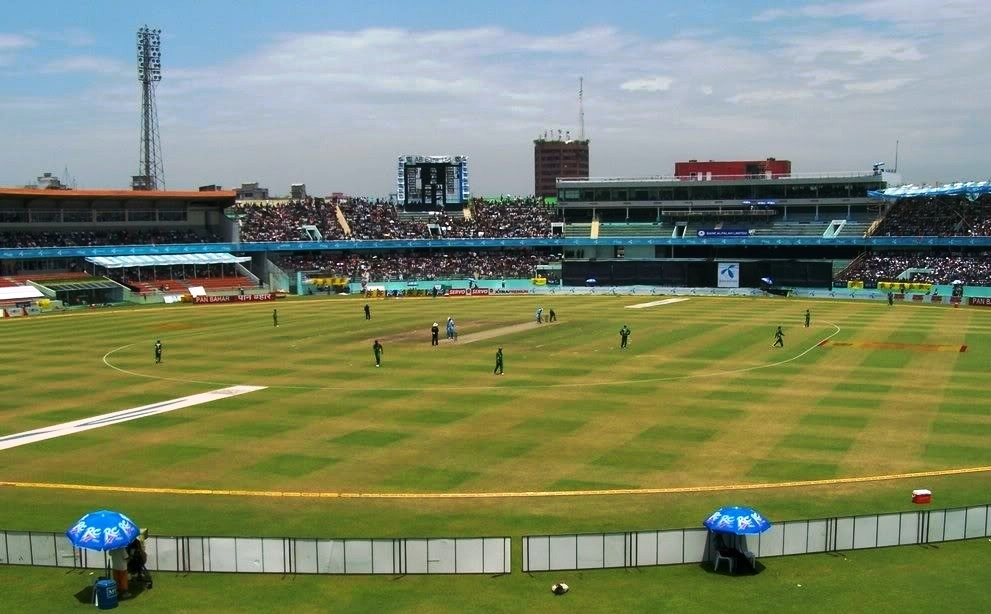
Uma partida de críquete entre Bangladesh e Índia no Sher-e-Bangla Cricket Stadium.

Críquete e futebol são os dois esportes mais populares em Daca e em todo o país. Os times são organizados em competições entre outros times da própria cidade ou em torneios nacionais, com um número maior de escolas, faculdades e entidades privadas. O Mohammedan Sporting Club e o Abahani são os dois mais famosos times de futebol e críquete, mantendo uma intensa rivalidade.
Daca se distingue por ter hospedado a primeira partida oficial do test cricket, entre as seleções do Paquistão e da Índia, em 1954. O Estádio Nacional de Bangabandhu era, anteriormente, o principal local para partidas domésticas e internacionais de críquete, mas agora abriga, exclusivamente, partidas de futebol. O Conselho de Controle Desportivo de Bangladesh, responsável por promover atividades esportivas em toda a nação, tem sua sede em Daca. A cidade também possui estádios muito utilizados para eventos domésticos, tais como o Sher-e-Bangla Mirpur Stadium (em Mirpur), o Dhanmondi Cricket Stadium e o Outer Stadium Ground. O Dhaka University Ground recebe muitos torneios intercolegiais.

## Administração cívica
O município foi fundado em 1 de agosto de 1864 e recebeu o status de corporação em 1978 (Dhaka Municipal Corporation). Em 1990, a corporação passou a chamar Dhaka City Corporation - DCC. A DCC é uma corporação de governo próprio que administra os assuntos da cidade. A área incorporada ao município é dividida em diversas regiões, que recebem o nome de alas. Cada ala elege seus "comissários", ou seja, os representantes responsáveis de elaborar as leis e projetos que regem a cidade de Daca. O prefeito da cidade é eleito por voto popular a cada cinco anos. Sadeque Hossain Khoka é o atual prefeito. A Diretoria de Educação de Daca, órgão mantido e subordinado à  prefeitura, é responsável pela gestão de todas as escolas públicas e pela gestão de grande parte das escolas privadas, com exceção das escolas inglesas. A Diretoria de Educação de Daca mantém um conselho de educação para fiscalização das escolas privadas.

## Transporte

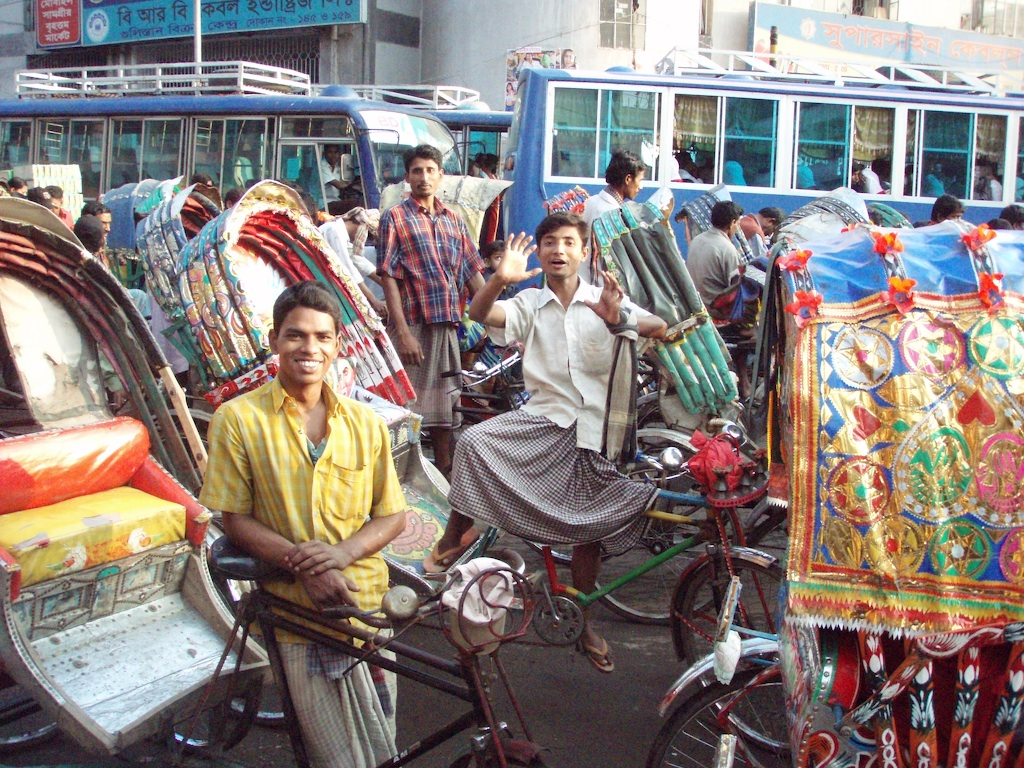
Daca conhecida como a capital mundial do riquixá

Os ciclo-riquixás são o principal modo de transporte, com cerca de 400 000 riquixás oferecendo serviços de transporte a cada dia - o maior número dentre todas as cidades do mundo. No entanto, apenas cerca de 85 000 riquixás são licenciados e possuem autorização de funcionamento emitido pelo governo da cidade. Os riquixás são uma grande alternativa de transporte, pois possuem um custo relativamente baixo e não são poluentes, no entanto, causam o congestionamento do tráfego e assim, foram proibidos em várias regiões administrativas da cidade. Os ônibus coletivos são operados pela estatal Bangladesh Road Transport Corporation (BRTC) e por empresas privadas de Bangladesh. Táxis e outros automóveis particulares e privados são cada vez mais populares, com um número crescente entre a classe média da cidade. O governo tem supervisionado a substituição de automóveis com maior atividade de funcionamento para outros automóveis chamados de "carros-verdes", que funcionam a gás natural comprimido.
Daca tem 1 868 km de estradas pavimentadas. As estradas da cidade são as principais de Bangladesh e estão conectadas a outras partes do país através também de ligações ferroviárias.  O Aeroporto Internacional de Daca é o maior e mais movimentado do país. Ele lida com quase 52% das chegadas e partidas internacionais e domésticas do país.

## Educação

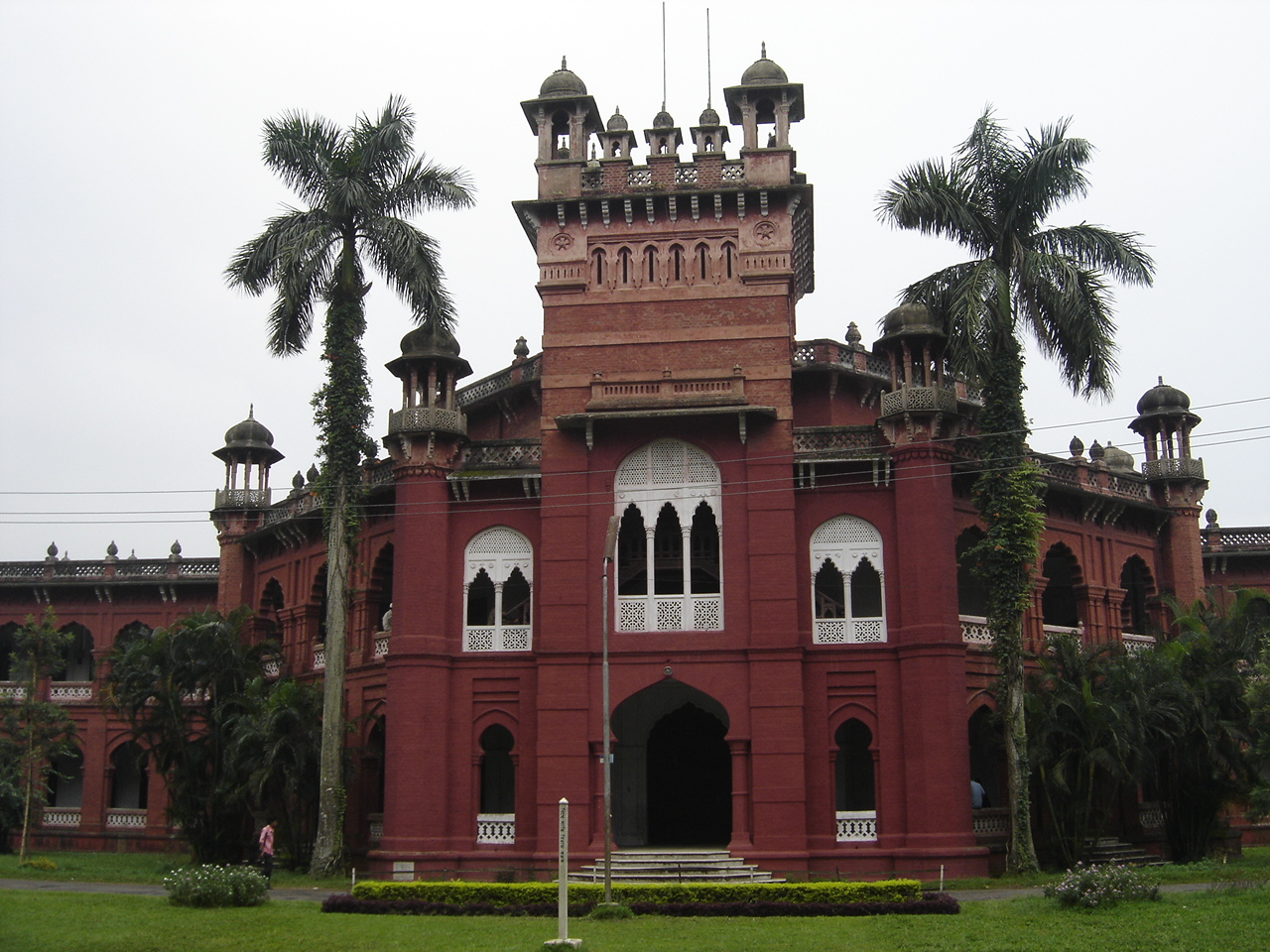
Curzon Hall, Universidade de Daca

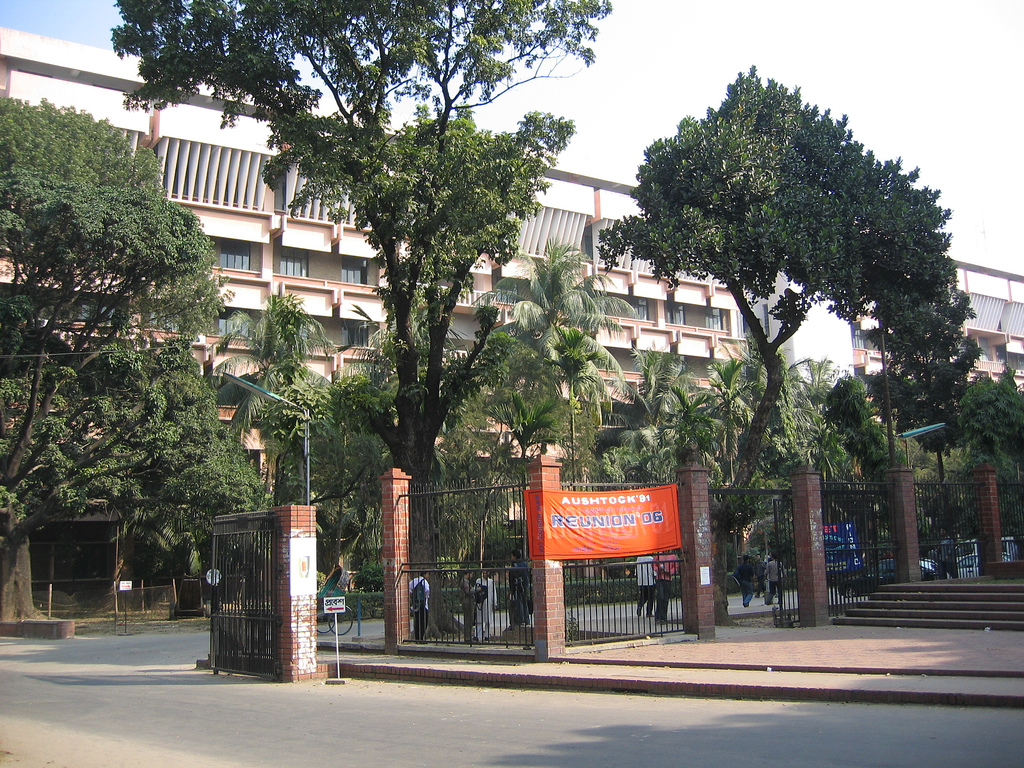
Universidade de Engenharia e Tecnologia de Bangladesh, em Daca

Daca tem o maior número de escolas, faculdades e universidades de todas as cidades de Bangladesh. O sistema de ensino é dividido em 4 níveis: primário (dos graus 1 a 5), secundário inferior (dos graus 6 a 10), secundário superior (dos graus 11 a 12) e terciário. Os cinco anos do ensino secundário inferior é concluído com um exame chamado Secondary School Certificate (SSC) Examination. Os estudantes aprovados neste exame avançam para dois anos no nível secundário superior, que culmina em um novo exame, o Higher Secondary Certificate (HSC) Examination. O ensino é oferecido principalmente em bengali, mas o inglês também é comumente ensinado e usado. Um grande número de famílias muçulmanas enviam seus filhos para participar de cursos de meio período, ou até mesmo de tempo integral, de educação religiosa, que é transmitida em bengali e árabe em madraçais.
Existem 52 universidades em Daca. O Dhaka College é a mais antiga instituição de ensino superior na cidade e está entre as primeiras estabelecidas na Índia Britânica, fundada em 1840. Desde a independência, Daca presenciou a criação de um grande número de faculdades e universidades públicas e privadas que oferecem cursos de graduação e pós-graduação, bem como uma variedade de programas de doutorado. A Universidade de Daca é a maior universidade pública do país, com mais de 30 000 estudantes e 1 300 funcionários. A universidade possui 18 centros de pesquisa e 70 departamentos, faculdades e institutos. Os melhores instituições de ensino superior incluem a Jahangirnagar University e a Bangladesh University of Engineering and Technology (BUET) (Universidade de Engenharia e Tecnologia de Bangladesh). O Dhaka Medical College e o Sir Salimullah Medical College estão entre as maiores e mais respeitadas escolas médicas do país. Os campus das faculdades de Daca são muitas vezes palco de conflitos políticos. Protestos, greves e violência entre policiais, estudantes e grupos políticos frequentemente perturbam as universidades públicas.